# Coat-Méal
Coat-Méal è un comune francese di 1 012 abitanti situato nel dipartimento del Finistère nella regione della Bretagna.

## Società

### Evoluzione demografica
Abitanti censiti